# Молькин
Молькин — хутор в муниципальном образовании «город Горячий Ключ» Краснодарского края. Входит в состав Саратовского сельского округа.

## География
Хутор расположен на левом берегу реки Псекупс, в 17 км к северо-северо-востоку от города Горячий Ключ и в 30 км к юго-востоку от Краснодара, на границе с Адыгеей.

## История
Основан в конце XIX века на землях станицы Саратовской.

## Население
| 2002 | 2010  |
| ---- | ----- |
| 2196 | ↗3303 |

В посёлке проживают русские.

## Инфраструктура
Имеются два небольших продуктовых магазина. Также в окрестностях посёлка имеется страусиная ферма.
Западнее хутора находится военный полигон «Молькино». Здесь же располагалась база ЧВК «Вагнер».

## Транспорт и связь
Через хутор проходит автомагистраль М4 «Дон». Имеется автобусное сообщение с Краснодаром и Горячим Ключом.
В хуторе находится станция Молькино Краснодарского региона Северо-Кавказской железной дороги.
В хуторе имеется одноимённое отделение почтовой связи (индекс 353288).